# Long Hà
Long Hà là một xã thuộc tỉnh Đồng Nai, Việt Nam.
Xã Long Hà có diện tích 90,69 km², dân số năm 1999 là 12.512 người, mật độ dân số đạt 138 người/km².

## Hành chính
Xã Long Hà được chia thành 15 thôn: 1, 2, 4, 5A, 6, 7, 8, 9, 10, 11, Bù Ka 1, Bù Ka 2, Phu Mang 1, Phu Mang 3, Thanh Long.

## Lịch sử
Ngày 10 tháng 12 năm 2020, HĐND tỉnh Bình Phước ban hành Nghị quyết số 41/NQ-HĐND về việc:
- Thành lập Thôn 1 trên cơ sở thôn Long Xuyên và Thôn 5B.
- Thành lập Thôn 2 trên cơ sở thôn Phu Mang 2 và Thôn 12.